# 千代田町
千代田町（ちよだまち）は、群馬県南東部、邑楽郡の人口約1万の町。利根川を挟み埼玉県との県境に位置する。利根川対岸の妻沼グライダー滑空場の一部も千代田町である。

## 地理

### 隣接する自治体
- 群馬県
  - 館林市
  - 邑楽郡：大泉町、邑楽町、明和町
- 埼玉県
  - 熊谷市
  - 行田市

## 歴史
- 1889年（明治22年）4月1日 - 町村制施行に伴い、邑楽郡に富永村・永楽村・長柄村が誕生。
  - 富永村 ← 上五箇村，萱野村，木崎村，上中森村，下中森村，瀬戸井村・赤岩村の各一部
  - 永楽村 ← 福島村，舞木村，鍋谷村，新福寺村，瀬戸井村・赤岩村の残部
  - 長柄村 ← 篠塚村，狸塚村，赤堀村
- 1955年（昭和30年）3月31日 富永村・永楽村・長柄村が合併し、千代田村が発足。
- 1956年（昭和31年）9月30日 - 旧長柄村域を千代田村から分離し、中島村へ編入。
- 1982年（昭和57年）4月1日 - 千代田村が町制施行して千代田町となる[1]。

## 人口
| |                                          |  |
| 千代田町と全国の年齢別人口分布（2005年） | 千代田町の年齢・男女別人口分布（2005年） |  |
| ■紫色 ― 千代田町 ■緑色 ― 日本全国 | ■青色 ― 男性 ■赤色 ― 女性                |  |
| 千代田町（に相当する地域）の人口の推移 \| 1970年（昭和45年） \| 9,620人 \| \| \| 1975年（昭和50年） \| 9,875人 \| \| \| 1980年（昭和55年） \| 10,680人 \| \| \| 1985年（昭和60年） \| 11,377人 \| \| \| 1990年（平成2年） \| 11,527人 \| \| \| 1995年（平成7年） \| 11,758人 \| \| \| 2000年（平成12年） \| 11,602人 \| \| \| 2005年（平成17年） \| 11,620人 \| \| \| 2010年（平成22年） \| 11,473人 \| \| \| 2015年（平成27年） \| 11,318人 \| \| \| 2020年（令和2年） \| 10,861人 \| \| |                                          |  |
| 総務省統計局 国勢調査より |                                          |  |
| 1970年（昭和45年） | 9,620人                                  |  |
| 1975年（昭和50年） | 9,875人                                  |  |
| 1980年（昭和55年） | 10,680人                                 |  |
| 1985年（昭和60年） | 11,377人                                 |  |
| 1990年（平成2年） | 11,527人                                 |  |
| 1995年（平成7年） | 11,758人                                 |  |
| 2000年（平成12年） | 11,602人                                 |  |
| 2005年（平成17年） | 11,620人                                 |  |
| 2010年（平成22年） | 11,473人                                 |  |
| 2015年（平成27年） | 11,318人                                 |  |
| 2020年（令和2年） | 10,861人                                 |  |

## 行政・議会
- 町長：高橋純一（2016年3月25日就任、2期目）

### 県議会
- 選挙区：邑楽郡選挙区
- 定数：3名
- 任期：2023年（令和5年）4月30日 - 2027年（令和9年）4月29日[2]

| 議員名       | 会派名     | 備考 |
| ------------ | ---------- | ---- |
| 久保田順一郎 | 自由民主党 |      |
| 川野辺達也   | 自由民主党 |      |
| 森昌彦       | 自由民主党 |      |

### 衆議院
- 任期 ： 2024年（令和6年）10月27日 - 2028年（令和10年）10月26日（「第50回衆議院議員総選挙」参照）

| 選挙区                                          | 議員名     | 党派名     | 当選回数 | 備考     |
| ----------------------------------------------- | ---------- | ---------- | -------- | -------- |
| 群馬県第3区（千代田町、太田市、館林市、邑楽郡） | 笹川博義   | 自由民主党 | 5        | 選挙区   |
| 群馬県第3区（千代田町、太田市、館林市、邑楽郡） | 長谷川嘉一 | 立憲民主党 | 2        | 比例復活 |

## 経済

### 産業
農業（米麦）が主であるが、2つの工業団地（千代田工業団地・鞍掛工業団地）を有する。麦の一部は、町内にあるサントリー利根川ビール工場にてビールに生産されるほか、化学工業メーカーのマルフクケミファが町内に営業本部と、群馬工場や群馬倉庫を置いている。

## 著名な出身者
- 松沢幸一 - 前麒麟麦酒社長
- 岡島豪郎 - プロ野球（東北楽天ゴールデンイーグルス）選手
- 松本隆太郎 - レスリング選手・ロンドンオリンピック日本代表銅メダリスト

## 教育

### 学校
- 高等学校

　　　邑楽郡内で唯一高等学校のない町である。
- 中学校
  - 千代田町立千代田中学校
- 小学校
  - 千代田町立西小学校
  - 千代田町立東小学校

### 図書館
- 千代田町立山屋記念図書館

## 交通

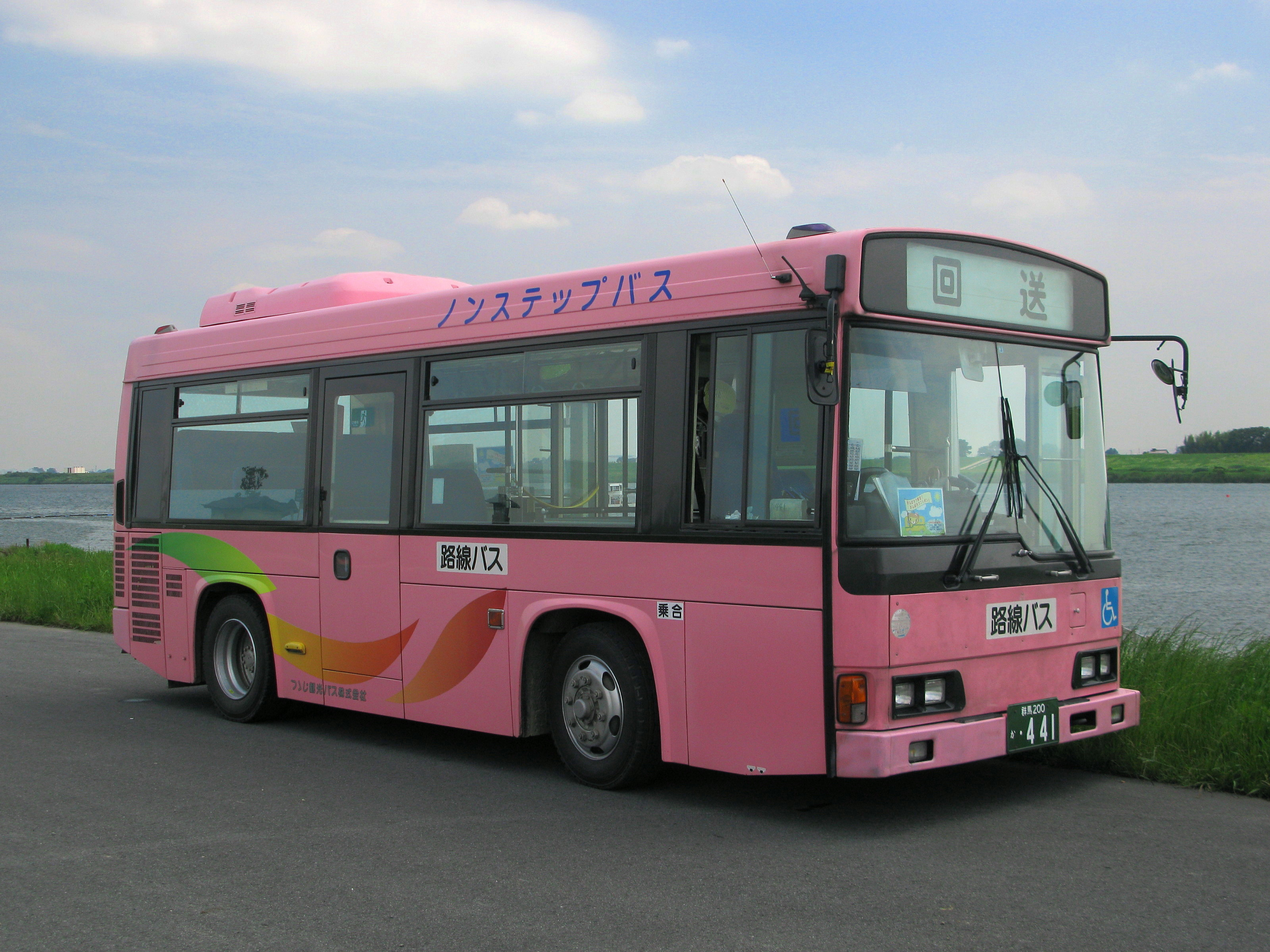
館林・千代田線

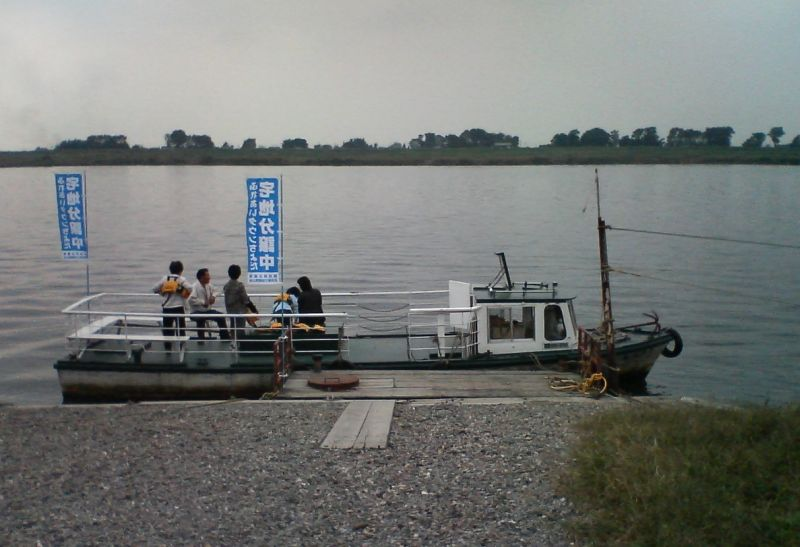
赤岩渡船

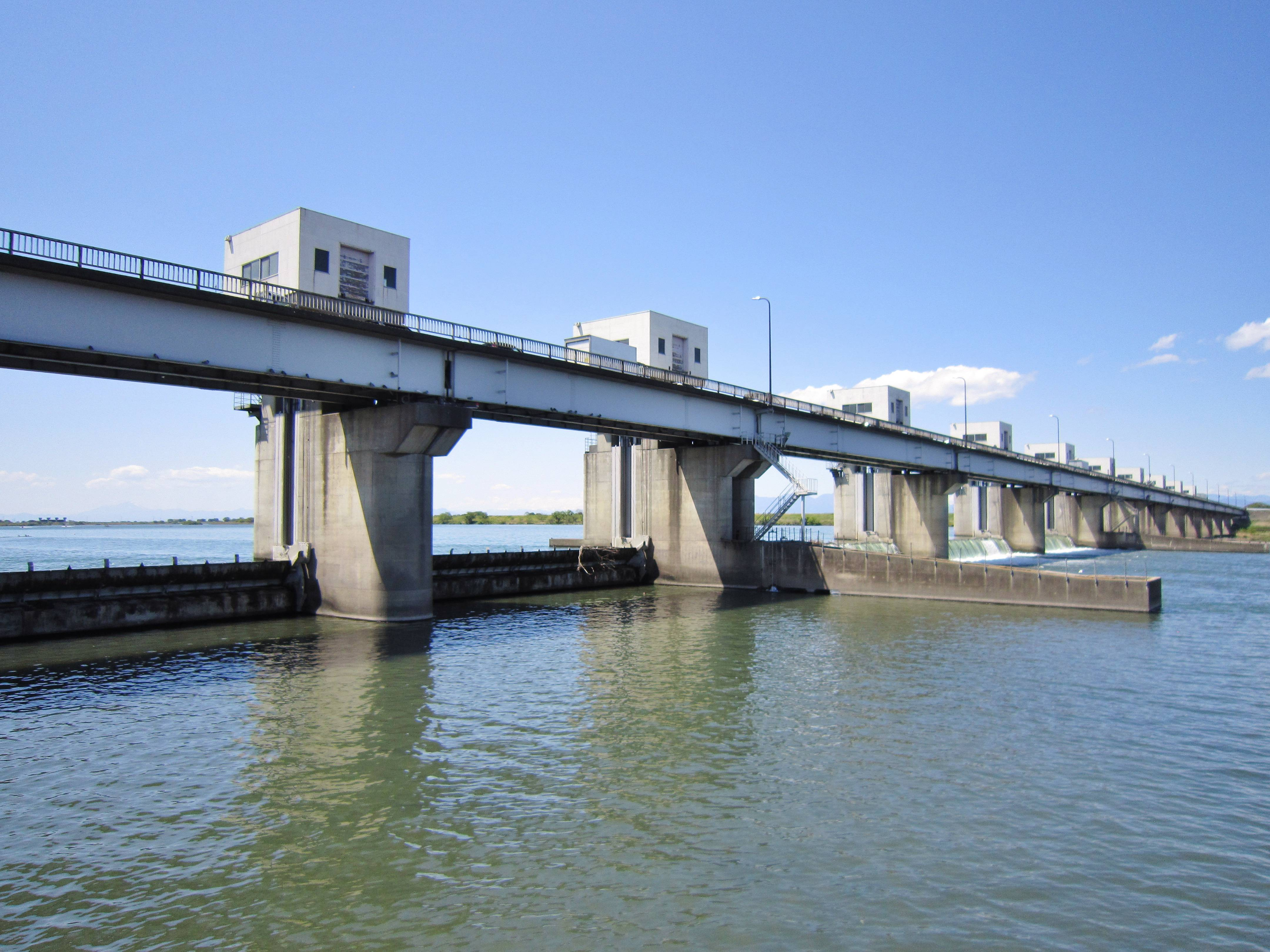
武蔵大橋として利用されている利根大堰

### 鉄道
町内を鉄道は通っていない。鉄道を利用する場合の主要駅は、東武小泉線篠塚駅・東武伊勢崎線川俣駅。
- 町制施行前の千代田村成立の1955年3月31日から旧長柄村域が中島村へ移行した1956年9月30日までの約1年半の期間だけ、篠塚駅が村域内にあった。

### 路線バス
- 広域公共路線バス (館林市外四町)
  - 館林・千代田線（赤岩渡船 - 千代田町役場前 - 館林駅前）
  - 館林・明和・千代田線（千代田町役場前 - 川俣駅 - 館林駅前）
- 広域公共バスあおぞら
  - 大泉・千代田線（千代田町役場前 - 西小泉駅前バスターミナル - 太田駅南口 - 太田病院）

### 渡船
- 赤岩渡船（千代田町赤岩 - 熊谷市葛和田） 埼玉県道・群馬県道83号熊谷館林線の一部である。町営で無料。葛和田からは熊谷駅まで路線バスが運行されている。

### 道路
町内を国道、高速道路は通っていない。

#### 県道
- 群馬県道20号足利邑楽行田線
- 群馬県道38号足利千代田線
- 群馬県道83号熊谷館林線
- 群馬県道314号古戸館林線
- 群馬県道368号上中森川俣停車場線

## 名所・旧跡・観光
- なかさと公園[3] - 関東の富士見百景
- 赤岩渡船
- 利根大堰
- 光恩寺[4]
- 川せがき[5]
- 宝林寺

## マスコットキャラクター
- みどりちゃん（初代）

1998年（平成10年）3月に誕生したキャラクター。以降13年間、町の広報誌や印刷物に登場し町民に広く知られた。2011年（平成23年）3月31日で役目を終え二代目に交代した。
- みどりちゃん（二代目）

千代田町町制施行30周年を機に、2011年4月1日に誕生したキャラクター。キャラクター原案は町内在住の学生。9月18日に伊勢崎市華蔵寺公園で行われた「ぐんまのグルメ大集合!!」にてイベント初登場。以降多数のイベントに参加し人気を集めている。
- 樹里ちゃん

2016年（平成28年）に誕生したみどりちゃんの姉。
（植木の里　千代田町のPRキャラクター）